# Superestabilización
La superestabilización en la informática es una especialización del concepto de autoestabilización. La diferencia es que un predicado de paso está satisfecho mientras el sistema sufre un cambio topológico. Así, un protocolo que se superestabiliza, como se dice, es más estable que un general que autoestabiliza el protocolo que no se superestabiliza. Por consiguiente, proporcionan un mejor servicio del sistema, dado que ningunos defectos(culpas) severos pasan. La superestabilización es una técnica popular dentro de la comunidad científica.

## Significado
Cambios topológicos de protocolos que se autoestabilizan generalmente son vistos como errores con la consecuencia, que no dan a ningunas garantías hasta que el sistema tarde o temprano haya convergido en un estado correcto. En sistemas dinámicos distribuidos esta suposición es poco práctica como las nuevas configuraciones de la topología de sistema son comunes y no deberían interrumpir el sistema en el todo. La superestabilización de protocolos garantiza que durante la nueva configuración de sistema (según los acontecimientos de nueva configuración de tipo ) un predicado de paso es satisified que, aunque más débil que él de un sistema correcto, es el alféizar bastante fuerte para ser útil.
- Datos: Q7644180